# Strada nazionale 101
La strada nazionale 101 era una strada nazionale del Regno d'Italia, che congiungeva la costa tirrenica nei pressi di Gioia Tauro a quella ionica nei pressi di Locri.
Venne istituita nel 1923 con il percorso "Dalla Marina e dalla stazione ferroviaria di Gioia Tauro per Cittanova e Gerace Marina".
Nel 1928, in seguito all'istituzione dell'Azienda Autonoma Statale della Strada (AASS) e alla contemporanea ridefinizione della rete stradale nazionale, il suo tracciato costituì per intero la strada statale 111 Gioia Tauro-Gerace Marina.